# Ángel Bruna Egea
Ángel Bruna Egea (Cartagena, 23 de marzo de 1850 - ibidem, 7 de marzo de 1905) fue un empresario y político español, que ocupó durante el reinado de Alfonso XIII el cargo de alcalde de Cartagena.

## Biografía
Nacido en 1850, Ángel Bruna tuvo su primer empleo a los veinticinco años, cuando se inició en el mundo de los negocios trabajando como auxiliar de corredor de comercio en Cartagena. Pronto prosperó, y en la década de 1880 se había hecho ya propietario de varias explotaciones en la sierra de Cartagena, con las que extraía hierro para la exportación, así como de una empresa de aguas en la diputación de Perín, con la que abastecía de líquido potable a la ciudad portuaria. Al mismo tiempo se convertía en un participante activo de la Semana Santa cartagenera, como miembro de la cofradía marraja.
Su oportunidad de dejar su impronta en la historia de Cartagena llegó el 6 de marzo de 1901, cuando sucedió a Mariano Sanz Zabala como alcalde mediante una real orden. Militante del Partido Liberal y partidario como su predecesor de las ideas del regeneracionismo, dio continuidad a los proyectos educativos de aquel y fomentó otros propios. Así, durante su mandato se ejecutaron las obras de las Escuelas Graduadas bajo la dirección del arquitecto Tomás Rico Valarino, se promovió una enseñanza municipal totalmente gratuita, se logró la instalación en la ciudad de una Escuela Municipal Elemental de Industrias y se envió por decisión del mismo alcalde a los profesores Enrique Martínez Muñoz y Félix Martí Alpera a un viaje por las escuelas de Francia, Bélgica, Alemania, Suiza e Italia en busca de planteamientos pedagógicos que implantar en España.
En el ámbito urbanístico, su mayor aportación vino a cuenta del derribo de la mayor parte del perímetro de las murallas de Carlos III. La desaparición de estas fortificaciones era una reivindicación que se extendía hasta décadas atrás, debido a que su presencia conformaba un obstáculo para el ensanche de la urbe y para sus condiciones higiénicas. El 14 de mayo de 1902 fue expedida una real orden autorizando la demolición de las murallas, y el Ayuntamiento aprobó abordar el proceso el día 17, de manera que coincidiesen con los fastos por la proclamación de Alfonso XIII. El día señalado, el alcalde inauguró los trabajos pronunciando un discurso y desmenuzando la primera piedra con un zapapico de plata dispuesto para la ocasión, prosiguiendo su labor el cuerpo municipal de zapadores bomberos y quinientos obreros. Los escombros resultantes fueron empleados como relleno para las obras del puerto, y se convocó un concurso de proyectos para un barrio obrero en la zona destinada a acoger el Ensanche, que sin embargo fue abandonado por la siguiente corporación.
En el ejercicio de sus funciones recibió asimismo a Miguel de Unamuno en la estación de ferrocarril en agosto de 1902, cuando el escritor y filósofo arribó a Cartagena para concurrir como mantenedor a los Juegos Florales que tenían lugar en el curso de las fiestas de verano.
Tras una legislatura de casi dos años, Bruna abandonó el cargo el 7 de diciembre de 1902, y aunque años más tarde pretendió desempeñar un puesto político de nuevo, diputado provincial esta ocasión, su candidatura se vio truncada por su fallecimiento en 1905. Estuvo casado con María Mesa, y fue en consecuencia padrastro del periodista y concejal Manuel Dorda Mesa, hijo de aquella fruto de un matrimonio anterior.

## Reconocimientos
- En consideración de su contribución a que tuviera lugar la expansión urbanística de Cartagena, el pleno del Ayuntamiento acordó en abril de 1905 y por unanimidad otorgar su nombre a la calle 14 del Ensanche.[1][7]
- En torno a 1915, el músico Jerónimo Oliver Arbiol compuso su obra Marcha lenta, que, dedicada a la memoria del alcalde Bruna, se hizo popular en la Semana Santa cartagenera.[12][13]